# 東勢角撫墾局
東勢角撫墾局為台灣撫墾局轄下的地方分支單位，成立於1886年的台灣清治時期末，為中台灣山地行政的權責機關。東勢角即為今日的東勢一帶。
該局轄下統轄大湖分局、馬鞍巃分局、大茅埔分局、水長流分局、北港分局。而局裡設委員、通事、醫生、教讀、剃頭匠等人員。